# Piccoli rumori
Piccoli rumori è un film drammatico/commedia del 1992 diretto da Jane Spencer, con Crispin Glover e Tatum O'Neal.

## Trama
Joey, uno scrittore goffo e fallito, ha una relazione con la commediografa Stella e divide una stanza con l'infame attore Timmy Smith. Joey ruba i poemi di Marty, un sordo-muto. Dopo averli reclamati come suo lavoro, li mostra a Mathias, un agente letterario che ne è talmente impressionato che anticipa allo scrittore cento dollari.